# Первый дивизион Фарерских островов по футболу
Первый дивизион Фарерских островов по футболу (1. deild) — вторая по значимости футбольная лига Фарерских островов — зависимой территории Дании, имеющей, однако, самостоятельное членство в ФИФА и УЕФА. До 2005 года именовалась 2. deild; получила существующее наименование в 2005 году в связи с переименованием высшего дивизиона в Formuladeildin (по названию тогдашнего спонсора).
Состоит из десяти команд. Первенство проводится ежегодно с 1943 года — как и во многих скандинавских странах, по системе весна-осень, в связи с тяжёлыми погодными условиями.

## История
Фарерский футбольный союз принял решение о создании второй лиги (Meðaldeildin — Среднего дивизиона) в 1943 году, через год после создания первой лиги (Meistaradeildin). Первая и вторая лиги были независимы друг от друга, поскольку во вторую лигу вошли в основном вторые составы команд из первой лиги. В 1944 году чемпионаты не проводились из-за оккупации Фарерских островов британской армией.
Структура футбольных чемпионатов была существенно изменена в 1976 году. Meistaradeildin стала именоваться 1.Deild, а Meðaldeildin — 2.Deild. Тогда же появились переходы команд из одной фарерской лиги в другую по результатам первенства. 

## Команды в сезоне 2025
- Скала
- АБ
- Б-71
- Викингур II
- КИ II
- НСИ II
- ИФ Фуглафьёрдур
- 07 Вестур II
- ЭБ/Стреймур II
- Б-36 II

## Победители первого дивизиона
| - 1943 ХБ II - 1944 не проводился - 1945 КИ II - 1946 Ройн - 1947 Б-36 - 1948 Твёройри - 1949 КИ II - 1950 Б-36 II - 1951 КИ II - 1952 Б-36 II - 1953 КИ II - 1954 КИ II - 1955 Б-36 II - 1956 КИ II - 1957 Б-36 II - 1958 Б-36 II - 1959 КИ II - 1960 Сандавоавур - 1961 Б-36 II - 1962 Б-36 II - 1963 КИ II - 1964 ВБ Вагур - 1965 Б-36 II - 1966 ХБ II | - 1967 Б-36 II - 1968 Б-36 II - 1969 Сорвагур - 1970 Сандавоавур - 1971 Б-36 - 1972 КИ II - 1973 Сандавоавур - 1974 КИ II - 1975 КИ II - 1976 Фрам - 1977 Мидвагур - 1978 НСИ Рунавик - 1979 Гота - 1980 Б-68 - 1981 Лейрвик - 1982 Мидвагур - 1983 НСИ Рунавик - 1984 Фуглафьёрдур - 1985 Б-36 - 1986 ВБ Вагур - 1987 Фуглафьёрдур - 1988 Б-71 - 1989 Мидвагур - 1990 НСИ Рунавик | - 1991 Б-71 - 1992 Лейрвик - 1993 НСИ Рунавик - 1994 ВБ Вагур - 1995 ХБ Торсхавн - 1996 НСИ Рунавик - 1997 ВБ Вагур - 1998 Б-71 - 1999 Вагар - 2000 ЭБ/Стреймур - 2001 Твёройри - 2002 Вагар - 2003 Фуглафьёрдур - 2004 Твёройри - 2005 Б-68 - 2006 Б-71 - 2007 Б-68 - 2008 07 Вестур - 2009 ВБ Вагур - 2010 07 Вестур - 2011 Судурой - 2012 07 Вестур |